# 한큐 드라마 시리즈
한큐 드라마 시리즈(일본어: 阪急ドラマシリーズ)는 후지 TV 계열 제작으로 매주 텔레비전 드라마 시간대이다.

## 작품 목록

### 다카라즈카 영화 시리즈
《물처럼》
《내 마음의 노래》
《라쿠텐 부인》
《홋코마이》
《복어 장군》
《동서 가게 대장》
《검은 머리 토모코》
《우리 사랑 앓는》
《두 그림자》
《꽃은 주지 않는다》
《사노 요 서스펜스 아워》

### 한큐 드라마 시리즈
《수고입니다》
《그것 가라 결혼》
《마마는 신부》
《신부와 할머니》
《우리집의 형수》
《신부 친톤샹》
《결혼 허락하지 않습니다》
《하나스구키》
《태양이 갖고 싶다》
《교토 시미즈 고조자카》
《어깨띠와 칼》
《맞대어》
《가을 불타는 여자》
《동경 구름》
《건배! 레몬짱》
《이 손가락과 희귀》
《별들의 노래》
《사랑의 파인더》
《각각의 출발》
《가와라마치 동입력》
《신·가와라마치 동입력》
《어떻게 된거 야!?》
《또 다시 어떻게 된거 야!?》
《이번에는 어떻게 된거 야!?》
《잘나가는 아내》
《신혼 플러스 1》
《어서오세요!》
《용서하지 않습니다!》
《건배...》
《용서하지 않습니다!》
《사건이에요!》
《선생님 훌·륭·히!》
《청춘 INGS 유코와 헬렌》
《죽어라 엄마!》
《괴인 20 면상와 소년 탐정단》
《괴인 20 면상와 소년 탐정단 II》
《엄마, 물어봐!》
《날아라! 휘청 삼인조》
《수영! 제5코스》
《붉은 슛!》
《탄력! 옐로우 볼》
《붉은 배쉬!》
《1·2·3과 4·5·록》
《신 1·2·3과 4·5·록》
《장난 꾸러기 천사》
《요리 소년 K타로》
《소녀 형사 사건 파일》
《노려라! 금메달 야마구치 카오리 이야기》
《노려라! 금메달 신 야마구치 카오리 이야기》
《가슴 떨리는 15세》
《홍작들의 주말》
《와타나베》
《불규칙 일레븐》
《설레임 시대》
《학교의 괴담》